# Colibrí cremós
El colibrí cremós (Leucippus fallax) és una espècie d'ocell de la subfamília dels troquilins (Trochilinae) dins la família dels troquílids (Trochilidae). És l'única espècie situada en el gènere Leucippus.

## Descripció
El mascle i la femella són semblants en aparença, però la femella tendeix a ser de colors menys brillants i hi ha una variació considerable en la coloració entre els individus. El dors i les parts superiors de l'ocell són d'un verd apagat, les parts inferiors de color canyella pàl·lid i el ventre i les cobertores inferiors de la cua són blanques. La cua és de color verd apagat amb una barra grisa transversal i un extrem arrodonit. Hi ha una taca blanca darrere de l'ull i el bec és prim i recte. La mandíbula superior és negra i la inferior pàl·lida amb una punta negra. L'ocell fa entre 8,5 i 9 cm de llargada.

## Distribució i hàbitat
El colibrí cremós es troba a Colòmbia, la Guaiana Francesa i Veneçuela. Els hàbitats naturals són matolls desèrtics, arbustos espinosos en zones àrides i zones de manglars a elevacions de fins a 500 metres. S'alimenta a altures mitjanes i prop del terra. Acostuma a alimentar-se prop del dosser dels boscos on habita.

## Comportament

### Alimentació
Estan especialitzats en alimentar-se de nèctar especialment de plantes com l'agave i l'hibiscus i diverses espècies de cactus. El colibrí defensa els llocs on hi ha les flors dels quals s'alimenta. Aquest colibrí és inusual, ja que també consumeix la porpra i el suc dels fruits oberts dels cactus del gènere Armatocereus. Aquest colibrí també juga un paper important en la pol·linització de les flors de Melocactus, transportant el pol·len en el plomatge mentre es mou de flor en flor prenent nèctar. A més de la matèria vegetal, l'ocell consumeix insectes, que captura en vol.

### Migració
El colibrí cremós migra petites distàncies. De desembre a abril, un període marcat per les precipitacions mínimes, l'ocell es troba generalment en zones on abunden arbres espinosos.

### Reproducció
Els mascles realitzen el festeig caient en picat del cel de manera semblant a un arc. També fan crits d'aparellament durant la caiguda. La majoria dels nius de  es troben entre els mesos de maig i novembre, de manera que es creu que la reproducció es produeix durant aquest període. El niu té forma de copa i construït damunt d'una branca baixa o a la bifurcació d'un arbust. Està compost per les fibres suaus de la planta del cotó i està decorat exteriorment amb trossos d'escorça, liquen i fulla. La posta és de dos ous.

## Taxonomia
Aquest gènere antigament incloïa espècies addicionals. Un estudi filogenètic molecular publicat el 2014 va trobar que Leucippus era polifilètic. Per resoldre la polifília, el colibrí de Tumbes i el colibrí de Taczanowski van ser traslladats al gènere reimplantat Thaumasius.